# Kloster La Ferté
Das Zisterzienserkloster La Ferté (lat. Abbatia Firmitas) ist eine der Primarabteien des Zisterzienserordens. Die Abtei befand sich im Ort La Ferté-sur-Grosne, Gemeinde Saint-Ambreuil, im Département Saône-et-Loire in Frankreich.

## Geschichte
Das Kloster wurde im Jahr 1113 als erstes Tochterkloster von Kloster Cîteaux gegründet und gehört neben den Klöstern Pontigny (1114), Clairvaux (1115) und Morimond (1115) zu den vier Primarabteien (Gründungsjahre in Klammern) des Zisterzienserordens, also denjenigen Klöstern, die von dem Ursprungskloster der Zisterzienser, dem Kloster Cîteaux, als erste Tochterklöster gegründet wurden. Das Kloster wurde 1415 befestigt. 1562 und 1567 wurde es geplündert, 1570 durch protestantische Truppen des Gaspard II. de Coligny in Brand gesetzt. 1680 lag das Kloster in Ruinen. Anschließend wurde es aufwändig im Stil der Zeit wiederaufgebaut. Jedoch erfolgte eine weitgehende Zerstörung im Zug der Französischen Revolution, die zugleich das Ende des Klosters bedeutete.

## Bauten und Anlage
Erhalten ist das auf einer kleinen Anhöhe gelegene repräsentative Abtshaus mit einem zweistöckigen, dreiachsigen Mittelrisalit, vierachsigen Seitenflügeln mit Mansarddach, und zweiachsigen Eckbauten. In ihm ist das ursprüngliche Mönchsrefektorium erhalten.

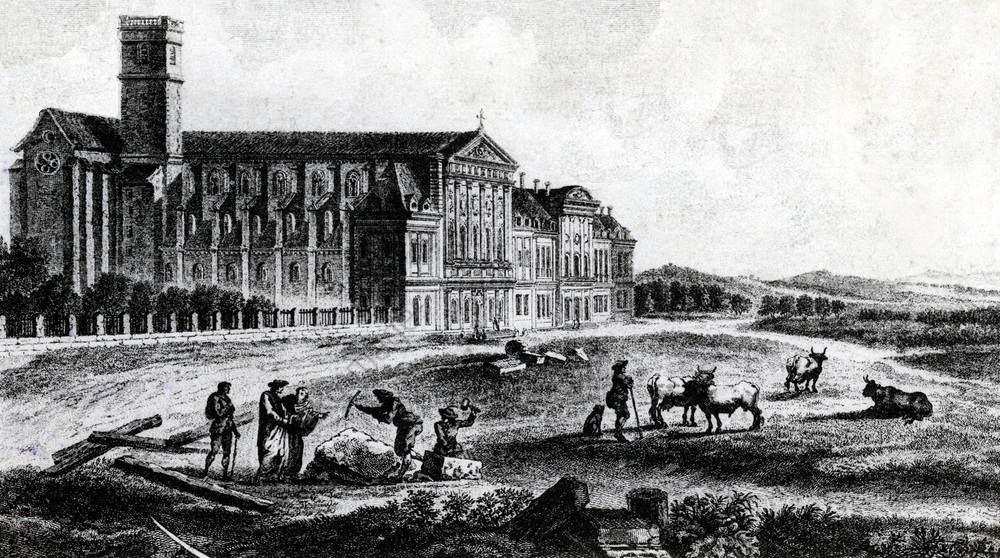
Kirche und Abtshaus, im Vordergrund Andeutung der 1791 beginnenden Ausschlachtung
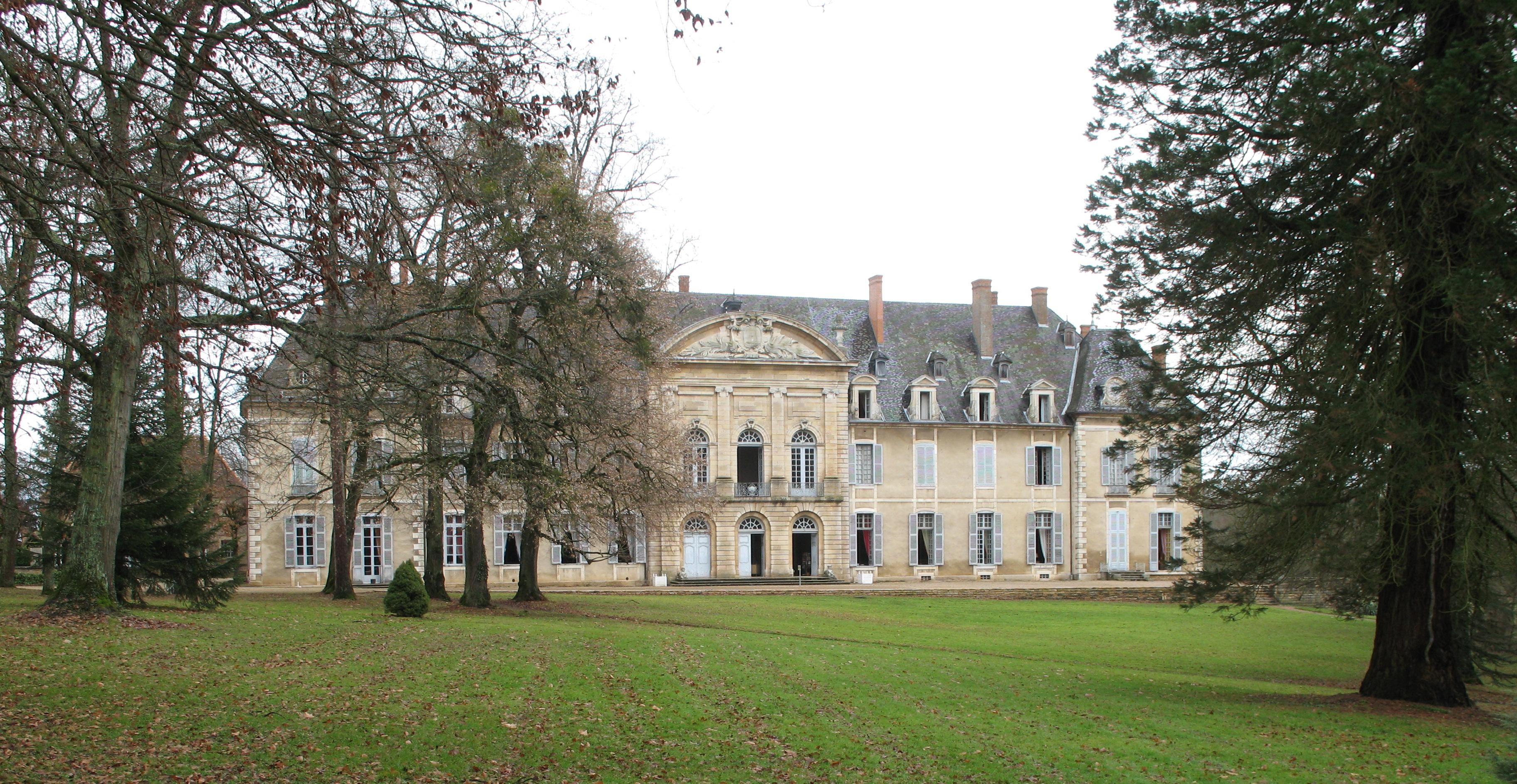
Frontansicht des Abtshauses

## Tochtergründungen
Von La Ferté selbst gingen 16 Tochtergründungen aus, und zwar fünf als unmittelbare Töchter:
- in Frankreich Kloster Maizières mit dem Tochterkloster Stürzelbronn
- in Italien Kloster Tiglieto (mit den Tochterklöstern Kloster Staffarda und Kloster Casanova (Piemont)),
- Kloster Lucedio (mit den Töchtern Kloster Rivalta Scrivia, Kloster Chortaiton in Griechenland und Kloster St. Georg von Jubin bei Antiochia),
- Kloster Barona und
- Kloster Sanctus Sergius im Libanon (Diözese Byblos)